# 前川真帆
前川 真帆（まえかわ まほ、1993年12月22日 - ）は、沖縄音楽一家前川一族の末娘日本の女性歌手。愛称はまぽろん。沖縄県出身。血液型はO型。
祖父:前川守康
父:前川守隆(タカボー)
叔父:前川守賢(元ちゃん)

## 経歴
小学校4年生（10歳）の頃、前川ファミリーの一員として母の日コンサートでデビュー。それから本格的にステージに立ち、前川兄妹4人、ガッテミーブラザーズでCDレコーディングをした。
19歳のときに『オキナワグラフ』の表紙を飾る。また、21歳のときにTBS『王様のブランチ』のコーナーで取り上げられた。23歳のときにCDレコーディングを行う
2018年5月14日、前川によるカバー曲「花〜すべての人の心に花を〜」「涙そうそう」「花」「千里の恋」それぞれのダウンロード販売が開始された。これらは、2018年と2019年に発売されたカバーソングコンピレーションアルバム『Bon Voyage Okinawa』（品番：BVO-01）に収録されている。
2020年から、沖縄のYouTuber、沖縄サムライにも度々出演
2022年7月20日、前川兄妹 with DJ SASAによるカバー曲「ミルクムナリ」「ダイナミック琉球」「ボサノバ・ジントーヨー」「ちむどんどん」のCD販売が開始された。これらは、2022年7月20日発売のカバーソングコンピレーションアルバム『てぃーだかんかん、ちむどんどん 〜こころおどる沖縄の歌ベスト〜』（日本コロンビア品番：COCP-41806）に収録されている。